# パンケチュウベシナイ川
パンケチュウベシナイ川（パンケチュウベシナイかわ）は、北海道石狩郡当別町を流れる石狩川水系当別川支流の河川である。パンケチュベシナイ川ともいう。

## 地理
北海道石狩郡当別町の南部の阿蘇岩山南西にある谷に源を発して南に流れ、東に転じて当別川西岸の平地に出る。それから南に向きを転じ、当別川の西を並んで流れ、当別町の市街に入る。町の中心を抜けたところで当別川に合流する。
流域の上流では左岸にゴルフ場があり、右岸の細い平地に畑がある。平野部に入ると水田が広がり、下流の両岸は当別町の中心である。明治時代の当別への入植は、この川の畔になされた。コンクリート護岸の小河川ではあるが、大きな当別川よりも町には身近な存在で、親水を意識した川作りが行われている。

## 橋梁
- 高校橋
- 小川橋梁（JR札沼線）
- 虹の橋
- 園生橋
- 中央橋
- 伊達橋
- 本通橋
- 幸橋
- 当別橋